# Ad hoc
Ad hoc är latin och betyder ordagrant "till detta". I vidare mening har det betydelsen "tillsatt för ett särskilt ändamål".

## Användning
Begreppet, som i grunden har med kunskaps- eller vetenskapsteori att göra, används bland annat inom samhällsvetenskap, särskilt organisationsteori och statsvetenskap, för att beteckna ett organ, en organisation eller en utredning med ekonomiska medel, personal, ett visst mått av makt, en styrelse och ett specificerat och avgränsat uppdrag. Detta organ ska svara för en uppgift eller uppnå ett bestämt mål och därefter i praktiken avvecklas (även om detta inte alltid sker). Ett exempel är Palmeutredningen. Begreppsmässigt är varje officiell utredning eller tillfällig myndighet som regeringen tillsatt för ett särskilt ändamål ad hoc, oavsett om utredningen är för syns skull eller om den verkligen syftar till att belysa ett samhällsproblem och komma med förslag på åtgärder. 
När man säger att något är ad hoc-någonting, så menar man att det är gjort för just detta ändamål, och ej avsett som en generell lösning på ett bredare problemområde. Betydelsen kan enligt ad hoc-teori vara både positiv och negativ. Negativt handlar det om en teori som är skräddarsydd som förklaring åt ett speciellt fenomen men utan att det finns någon vetenskaplig grund för teorin. En till synes oantastlig vetenskaplig förklaring kan i själva verket bygga på en obevisad hypotes. I positiv bemärkelse handlar det omvänt om teorier, hypoteser eller förklaringsmodeller som verkligen bygger på vetenskaplig metod. Exempel: MOND och Trött ljus i kosmologin.

### IT
Inom IT används begreppet ad hoc för att belysa att någonting är oplanerat och skapat i stunden.
I nätverkssammanhang innebär ad hoc att nätverket saknar central administration och en fast struktur. Däremot måste noder som ingår i nätverket följa förutbestämda regelverk för att skapa förbindelser och förhindra krockar. Alla ingående noder måste själva kunna hantera att noder kommer in i nätverket eller försvinner. De enklaste ad hoc nätverken upprättas mellan två datorer men i större nätverk behövs också regler för hur meddelanden ska vidarebefordras till andra noder så effektivt som möjligt.
I testsammanhang betyder ad hoc att man inte följer något förbestämt schema när man gör testet, så vilka moment som utförs och i vilken ordning man gör dem kan variera från gång till gång.

### Argumentation
Ad hoc kan även användas om ett argumentationsfel, där man anpassar sitt argument efter situationen genom att lägga till premisser som inte ingick i det ursprungliga argumentet. (Exempel: "Jag har aldrig druckit alkohol." "Men du tog ju ett glas vin till maten." "Ja men jag har aldrig druckit mig redlös.") Jämför ingen riktig skotte, generalisering.